# Anillo Periférico (Valle de México)
En la Ciudad de México y su zona metropolitana, el Anillo Periférico es una vía de circunvalación que rodea gran parte del Valle de México y es una de sus principales vialidades. Atraviesa diversas demarcaciones en la ciudad, así como algunos municipios del estado de México, y por ello adquiere diferentes nombres a lo largo de su recorrido. Tiene una longitud total de 120.83 km.

## Nomenclatura y descripción

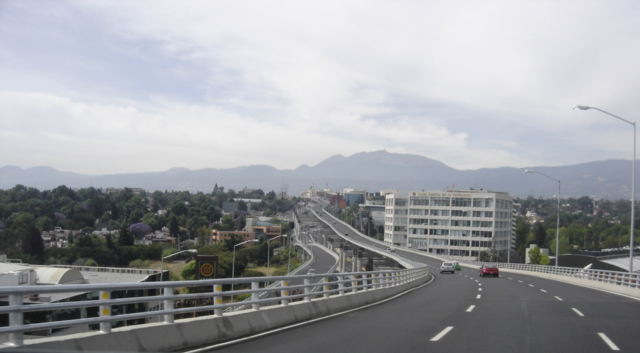
Segundo piso del Anillo Periférico

### Poniente
Blvd. Manuel Ávila Camacho

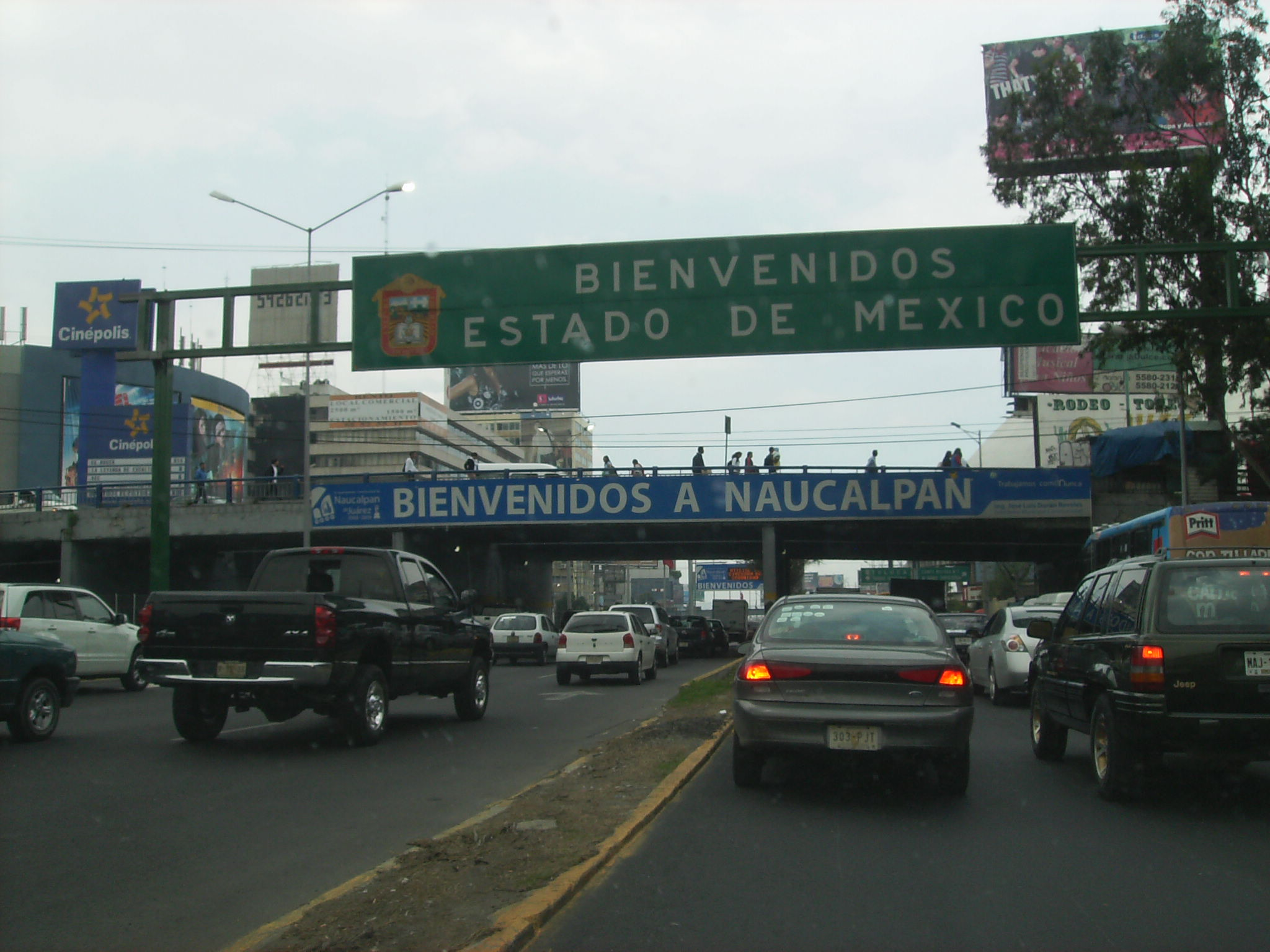
Límite entre el municipio de Naucalpan de Juárez, Estado de México, y la alcaldía Miguel Hidalgo, en la Ciudad de México, en el Anillo Periférico.

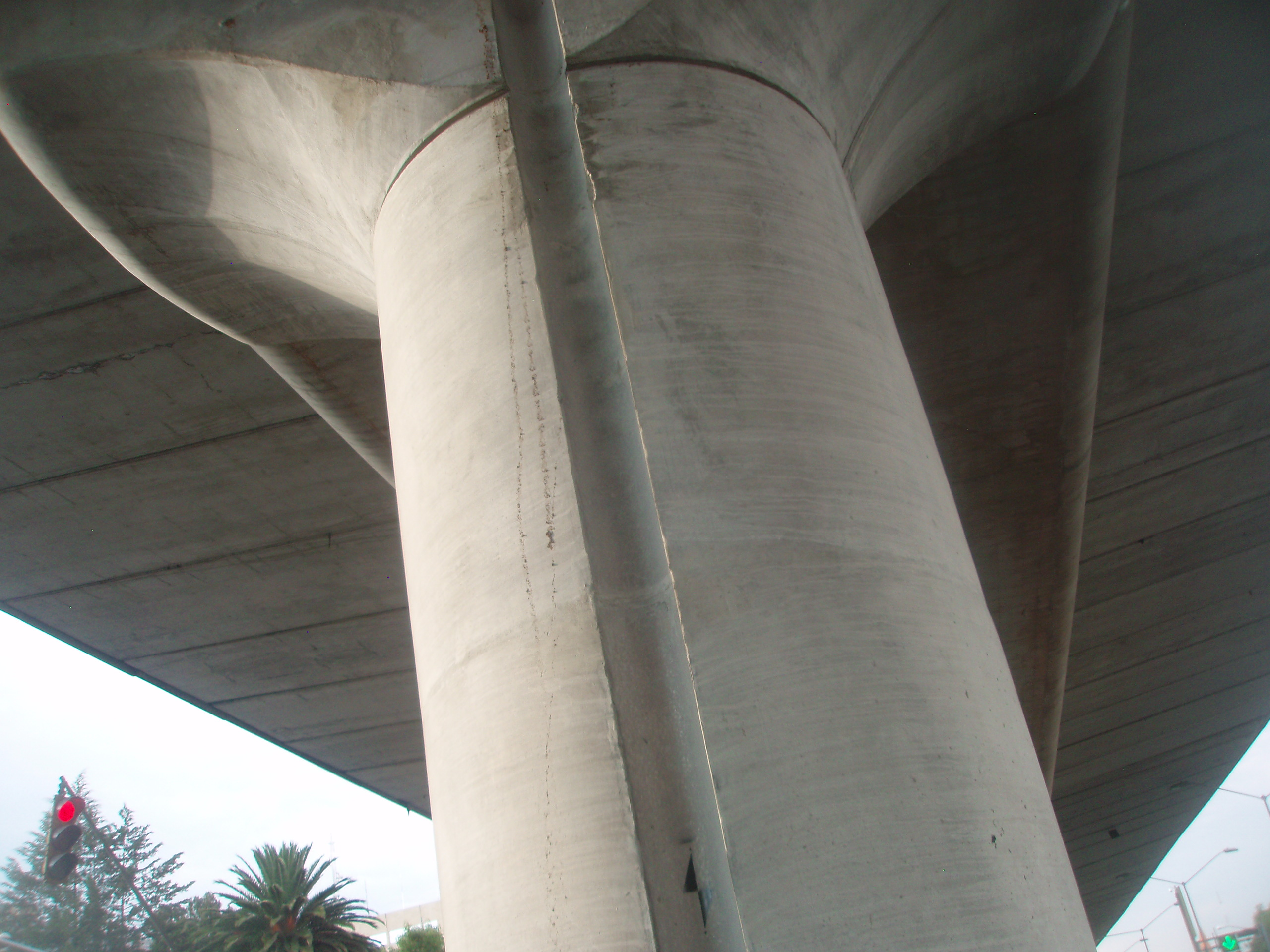
Estructura del distribuidor vial (cruce con Av. Ejército Nacional)

Desde el retorno en Av. Mario Colin hasta Av. Paseo de la Reforma.
Durante su recorrido lo cruzan las siguientes vialidades.
- Av.de Los Maestros
- Av. Viveros de Atizapán
- Av.Convento de Santa Monica

| —Límite entre el municipio de Tlalnepantla de Baz, estado de México, y el municipio de Naucalpan de Juarez, Estado de México— |

- Circuito Metalúrgicas
- Circuito Geógrafos
- Av. Lomas Verdes
- Av. Gustavo Baz Prada
- Av. 16 de septiembre
- Eje 7 Poniente (Av. 5 / Av. 4)
- Carretera Federal 134 (Naucalpan - Toluca) /Av. 1 de Mayo
- Av. de las Torres
- Blvd. Toluca
- Av. Río San Joaquín.

| —Límite entre el municipio de Naucalpan de Juárez, estado de México, y la delegación Miguel Hidalgo, Distrito Federal— |

- Av. Ingenieros Militares
- Av. del Conscripto
- Calz. Legaria
- Calz. Legaria/Blvd. Miguel de Cervantes Saavedra
- Av. Industria Militar
- Av. Juan Cabral / Av. Ejército Nacional Mexicano
- Av. Paseo de las Palmas / Av. Ferrocarril de Cuernavaca
- Av. Paseo de la Reforma

Blvd. Adolfo López Mateos
Desde la Av. Paseo de la Reforma hasta la avenida Luis Cabrera.
Durante su recorrido lo cruzan las siguientes vialidades.
- Av. Fernando Alencastre
- Calz. Chivatito / Calz. Molino del Rey
- Ejes 3 y 4 Sur (Av. Parque Lira)
- Av. Constituyentes
- Av. Observatorio
- Av. Río de Tacubaya / Viaducto (Av. Pdte. Miguel Alemán Valdés)

| —Límite entre la Delegación Miguel Hidalgo y la Delegación Benito Juárez, Distrito Federal— |

- Av. Jalisco / Av. Camino Real a Toluca
- Av. 11 de Abril

| —Límite entre la Delegación Benito Juárez y la Delegación Álvaro Obregón, Distrito Federal— |

- Calle 4 / Calle 10
- Ejes 5 y 6 Sur (Distribuidor Vial Av. San Antonio)
- Av. Río Becerra

- Av. Ferrocarril de Cuernavaca
- Av. Benvenuto Cellini
- Av. Molinos
- Av. Barranca del Muerto
- Av. Rómulo O' Farril

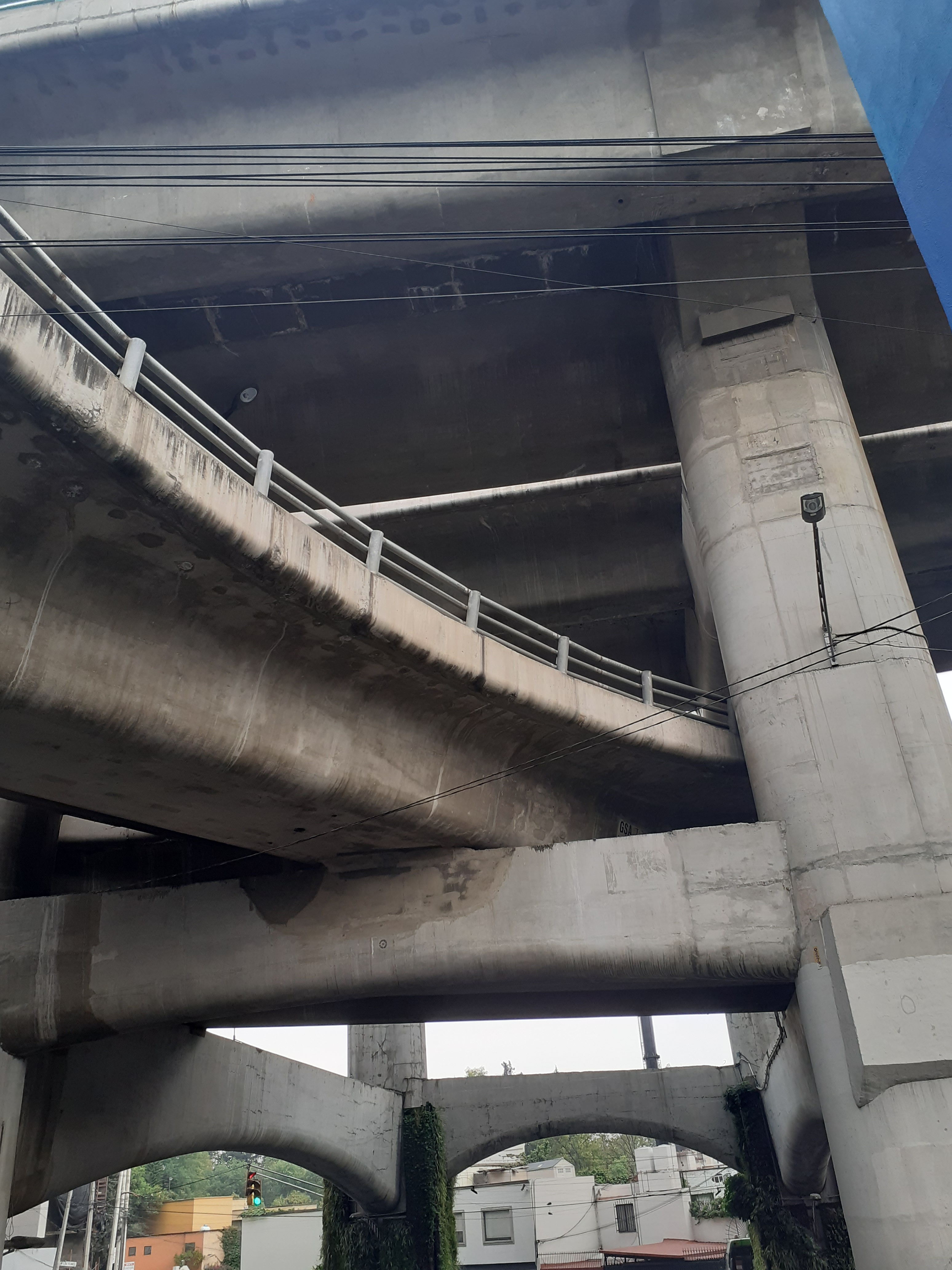
Anillo Periférico Sur - Distribuidor vial en cruce con avenida Rómulo O'Farrill

- Calz. Santa Catarina / Av. Altavista
- Av. Desierto de los Leones
- Av. Veracruz
- Av. Toluca
- Eje 10 Sur (Av. Río Magdalena / Av. San Jerónimo)
- Blvd. De La Luz
- Avenida Luis Cabrera

| —Límite entre la Delegación Álvaro Obregón, Delegación La Magdalena Contreras y la Delegación Coyoacán, Distrito Federal— |

### Sur
Blvd. Adolfo Ruiz Cortines

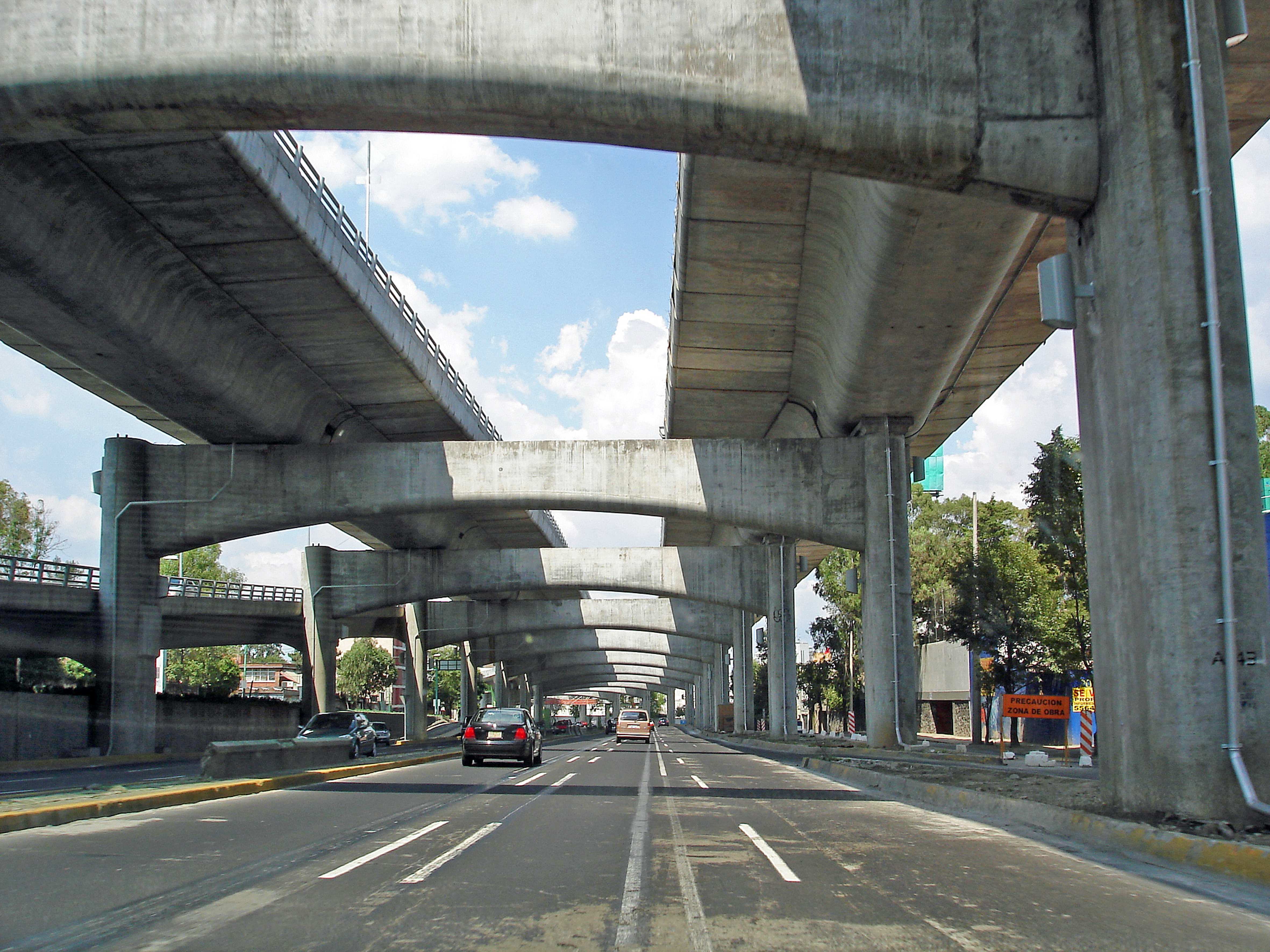
Bulevar Adolfo López Mateos y el segundo piso

Desde avenida Luis Cabrera hasta Viaducto (Tlalpan) 
Durante su recorrido lo cruzan las siguientes vialidades.
- Av. Camino a Santa Teresa
- Carretera Picacho Ajusco
- Av. Paseo del Pedregal
- Av. Zacatepetl
- Av. Insurgentes Sur
- Eje Central (Av. del Imán)

| —Límite entre la Delegación Coyoacán y la Delegación Tlalpan, Distrito Federal— |

- Blvd. Gran Sur
- Circuito Estadio Azteca
- Av. Renato Leduc
- Calz. de Tlalpan
- Viaducto Tlalpan

Blvd. Ruta de la Amistad / Blvd. Adolfo Ruiz Cortines
Desde Viaducto Tlalpan hasta Av. Canal de Chalco.
Durante su recorrido lo cruzan las siguientes vialidades.
- Calz. México-Xochimilco
- Av. División del Norte
- Ejes 1 y 2 Oriente (Av. Canal de Miramontes)
- Calz. Acoxpa
- Eje 3 Oriente (Av. Cafetales)
- Av. Muyuguarda

| —Límite entre la Delegación Tlalpan y la Delegación Xochimilco, Distrito Federal— |

- Av. Sauzales
- Av. Cañaverales
- Av. Canal Nacional

| —Límite entre la Delegación Xochimilco y la Delegación Iztapalapa, Distrito Federal— |

- Av. Canal de Chalco

### Oriente
Blvd. Canal de Garay
Desde la Av. Canal de Chalco hasta Eje 6 Sur (Av. Luis Méndez)
Durante su recorrido cruza las siguientes vialidades:
- Av. Canal de Chalco
- Av. Iztaccíhuatl
- Av. Puente Ramírez
- Eje 9 y 10 Sur (Av. Tláhuac)
- Eje 8 Sur (Calz. Ermita-Iztapalapa)
- Eje 6 Sur (Av. Luis Méndez)

Blvd. Canal de San Juan
Desde el Eje 6 Sur (Av. Luis Méndez) hasta Calz. Gral. Ignacio Zaragoza
Durante su recorrido cruza las siguientes vialidades:
- Eje 5 Sur (Av. Leyes de Reforma).
- Ejes 3 y 4 Sur (Av. Canal de Tezontle).
- Av. Universidad
- Av. Constitución de Apatzingán
- Calz. Gral. Ignacio Zaragoza

Blvd. Calle 7
Desde la Calz. Gral. Ignacio Zaragoza hasta Av. Vía Tapo
- Av. Juárez
- Eje 1 Norte (Av. Xochimilco) Límite con Nezahualcóyotl, Estado de México.
- Av. Pirules
- Eje 4 Oriente / Viaducto (Av. Canal de Río Churubusco)
- Av. Vía Tapo

Blvd. Anillo Periférico
Desde la Av. Vía Tapo hasta Av. Aeropuerto
Durante su recorrido cruza las siguientes vialidades:
- Av. 602 / Autopista Federal de Cuota 136-D (México - Peñón Texcoco)
- Autopista Río de Los Remedios al Circuito Exterior Mexiquense 57-D

### Norte
Blvd. Río de los Remedios
Desde Av. Aeropuerto hasta la Autopista Federal México-Pachuca / Av. Insurgentes Norte.
Durante este recorrido cruza las siguientes vialidades.
- Av. Carlos Hank González / Av. Central

| —Límite entre el municipio de Ecatepec de Morelos, Estado de México y el municipio de Nezahualcóyotl, Estado de México— |

- Av. Adolfo López Mateos.
- Av. León de los Aldama.
- Av. Gran Canal del Desagüe.
- Eje 3 Oriente (Av. Ing. Eduardo Molina).
- Carretera Federal 85 (México - Pachuca) / (Av. Vía Morelos / Ejes 1 y 2 Oriente Av. Centenario).
- Autopista Federal de Cuota 85-D (México - Pachuca) / Av. Insurgentes Norte

| —Límite entre el municipio de Ecatepec de Morelos, Estado de México y la Delegación Gustavo A. Madero, Distrito Federal— |

Blvd. Isidro Fabela
Desde la Autopista Federal de Cuota 85-D (México - Pachuca) / Av. Insurgentes Norte hasta Av. Hermilio Mena / Av. Vidrio Plano.
La avenida no tenía continuidad debido a la interrupción de la autopista México-Pachuca pero, a partir de la construcción de dos puentes en la autopista en 2011, la avenida tiene su continuación a nivel de suelo. Razón por la cual se le asignó este nombre.
| —Límite entre la Delegación Gustavo A. Madero, Distrito Federal y el municipio de Tlalnepantla de Baz (Oriente), estado de México— |

Av. Río de los Remedios
Desde Av. Vidrio Plano hasta Av. Acueducto de Guadalupe.
Durante este recorrido no cruza a ninguna vialidad sin embargo sirve de comunicador hasta Blvd. Isidro Fabela.
Av. Acueducto de Guadalupe [Oriente-Poniente] Desde su cruce con la Av. Río de los Remedios hasta Eje Central (Av. Lázaro Cárdenas / Av. De los 100 Metros).
Durante este recorrido cruza las siguientes vialidades de oriente a poniente.
- Anillo Periférico (Av. Río de los Remedios)
- Calz. Ticomán
- Av. Puerto Mazatlán / Río San Javier / Av. Miguel Bernard
- Av. de la Ventisca / Eje Central (Av. Lázaro Cárdenas / Av. de los 100 Metros)

Av. Río de los Remedios [Poniente-Oriente]
Desde Av. Miguel Bernard hasta Av. Acueducto de Guadalupe.
Durante su recorrido lo cruzan las siguientes vialidades de poniente a oriente.
- Av. Miguel Bernard
- Av. Escuadrón 201
- Calz. Ticoman
- Av. Acueducto de Guadalupe

Av. Acueducto de Tenayuca [Oriente-Poniente]
Desde Eje Central (Av. Lázaro Cárdenas / Av. De los 100 Metros) hasta Carretera Federal 57 (México - Querétaro) / Av. Jesús Reyes Heroles.
Durante su recorrido lo cruzan las siguientes vialidades de poniente a oriente.
- Av. de la Ventisca / Eje Central (Av. Lázaro Cárdenas/Av. de los 100 Metros)
- Av. Ahuehuetes / Eje 1 Poniente (Calz. Vallejo)
- Carretera Federal 57 (México - Querétaro) Av. Jesús Reyes Heroles

Av. Río Tlalnepantla [Poniente-Oriente] Desde Av. Jesús Reyes Heroles hasta Av. Miguel Bernard.
Durante su recorrido lo cruzan las siguientes vialidades de poniente a oriente.
- Av. Jesús Reyes Heroles
- Av. Santa Rosa
- Eje 1 Poniente (Calz. Vallejo)
- Av. Santiaguito
- Eje Central (Av. Lázaro Cárdenas/Av. De los 100 Metros)
- Av. Miguel Bernard

| —Límite formal entre la Delegación Gustavo A. Madero, Distrito Federal y el municipio de Tlalnepantla de Baz, Estado de México— |

Blvd. Mario Colín
Desde Av. Jesús Reyes Heroles hasta Av. Sor Juana Inés de la Cruz
Durante su recorrido lo cruzan las siguientes vialidades.
- Av. Jesús Reyes Heroles
- Av. Radial Toltecas
- Av. Benito Juárez
- Av. Ayuntamiento/Av. Ixtacala
- Vía Dr. Gustavo Baz Prada

Av. Principal/1 de Mayo
Desde Av. Sor Juana Inés de la Cruz Prada hasta el retorno con el Blvd. Manuel Ávila Camacho, en este punto se toma parte de la calle principal y en la Avenida 1 de mayo, a la altura del monumento a sor Juana Inés de la Cruz, teniendo incorporación en ambos sentidos, asimismo al continuar por el norte se incorpora a la Avenida de los Maestros en dirección a Atizapán de Zaragoza.
Durante su recorrido no lo cruza ninguna vialidad sin embargo sirve de unión y nexo con el Blvd. Manuel Ávila Camacho.

## Segundo piso
El segundo piso es un conjunto de autopistas elevadas, principalmente de cuota, que recorren tramos clave de la vialidad para aliviar la congestión vehicular y facilitar el acceso a corredores como la Autopista México-Querétaro y la México-Cuernavaca. Su construcción, impulsada a principios de la década de 2000, generó un debate social y político, y fue sometida a plebiscito, aunque enfrentó la oposición de vecinos y organizaciones civiles, quienes cuestionaron la falta de consulta pública y la ausencia de estudios de impacto ambiental. A pesar de la polémica, la obra avanzó y hoy conecta diversos puntos estratégicos de la ciudad, como el Viaducto Bicentenario y la Autopista Urbana Sur, facilitando así la comunicación y el tránsito entre diferentes puntos clave de la región metropolitana.
Las vialidades que lo componen son las siguientes:
Viaducto del Bicentenario (PERIF-D)
Desde La Quebrada en el Estado de México hasta Av. Río San Joaquín.
Autopista Urbana Norte (PERIF-D)
Desde Av. Río San Joaquín hasta Ejes 5 y 6 Sur (Distribuidor Vial Av. San Antonio).
Anillo Periférico (Segundo Piso desde San Antonio hasta San Jerónimo) Libre (PERIF)
Desde Ejes 5 y 6 Sur (Distribuidor Vial Av. San Antonio) hasta Eje 10 Sur (Av. San Jerónimo).
Autopista Urbana Sur (PERIF-D)
Desde Eje 10 Sur (Av. San Jerónimo) hasta Viaducto Tlalpan.
Autopista Urbana Sur a la México - Cuernavaca 95-D
Como parte de una salida de la Autopista Urbana Sur antes del cruce con el Viaducto (Calz. De Tlalpan) y para comunicar a Querétaro con Cuernavaca es una autopista que corre por encima del mismo viaducto hasta llegar metros adelante de la Caseta Tlalpan incorporándose a la Autopista México-Cuernavaca 95D a nivel de suelo.

## Acontecimientos
- El 7 de junio de 1999, fue asesinado el humorista Paco Stanley al pasar por esta vialidad.

## En la cultura popular
El Anillo Periférico es mencionado en la serie el Chavo del 8 en el episodio de Los Globos cuando Ñoño es Objeto de burlas de parte de La Chilindrina por la talla de su cinturón.